# Borki (Kowale Oleckie)
Borki ist ein kleiner Ort in der polnischen Woiwodschaft Ermland-Masuren, die zur Landgemeinde Kowale Oleckie (Kowahlen, 1938–1945 Reimannswalde) im Powiat Olecki (Kreis Oletzko, 1933–1945 Kreis Treuburg) gehört.
Borki liegt im Nordosten der Woiwodschaft Ermland-Masuren nördlich des Jezioro Litygajno (Litigainosee) am Nordwestufer des Jezioro Łażno (Haschner See). Die Kreisstadt Olecko liegt 24 Kilometer in südöstlicher Richtung. Borki liegt an der Nebenstraße, die Dybowo (Diebowen, 1938–1945 Diebauen) mit Leśny Zakątek (Waldkater) im Zentrum des Borkener Forsts (auch: Borker Heide, polnisch Puszcza Borecka) verbindet.
Über eine etwaige Historie von Borki vor 1945 liegen keine Unterlagen vor. Es besteht heute ein Namenszusammenhang mit dem drei Kilometer weiter südöstlich und bereits in der Landgemeinde Świętajno (Schwentainen) gelegenen größeren Dorfes Borki. Heute gehört die Siedlung Borki zur Landgemeinde Kowale Oleckie – innerhalb derer zum Schulzenamt (polnisch Sołectwo) Czerwony Dwór (Rothebude) – im Powiat Olecki der Woiwodschaft Ermland-Masuren.

## Religionen
Borki ist kirchlich zur katholischen Pfarrgemeinde Cichy (Bistum Ełk) orientiert, die in Czerwony Dwór eine Filialkirche unterhält. Für die evangelischen Kirchenglieder ist die Pfarrei in Suwałki (Diözese Masuren) mit der Filialkirche in Gołdap zuständig.